# Requeijão Serra da Estrela
Pour les articles homonymes, voir Requeijão.
Le Requeijão Serra da Estrela est un produit laitier « obtenu par précipitation ou coagulation, à la chaleur, des protéines contenues dans le lactosérum résultant de la fabrication du fromage Serra da Estrela », s'agissant de l'AOP portugais correspondant. Crémeux et légèrement granuleux, il s'apparente à la ricotta, et comme elle ne peut être défini comme fromage.
Au Brésil, le terme requeijão peut être aussi appliqué à un fromage solide, jaune, fabriqué à partir de lait de vache, souvent trouvé dans la cuisine de Goiás, São Paulo, à Minas Gerais et le sud de Bahia.